# Відкритий чемпіонат Австралії з тенісу 2015
Відкритий чемпіонат Австралії з тенісу 2015 — тенісний турнір, що проходив з 19 січня по 1 лютого 2015 року на кортах Мельбурн-Парку в Мельбурні, Австралія. Це 103-ий чемпіонат Австралії з тенісу і перший турнір Великого шолома в поточному році.

## Переможці та фіналісти

### Одиночний розряд. Чоловіки
- Новак Джокович переміг  Енді Маррей, 7–6(7–5), 6–7(4–7), 6–3, 6–0

### Одиночний розряд. Жінки
- Серена Вільямс перемогла  Марію Шарапову, 6–3, 7–6(7–5)

### Парний розряд. Чоловіки
- Сімоне Болеллі /  Фабіо Фоніні перемогли пару  П'єр-Юг Ербер /  Ніколя Маю, 6-4, 6-4

### Парний розряд. Жінки
- Бетані Маттек-Сендс /  Луціє Шафарова перемогли пару  Чжань Юнжань /  Чжен Цзє, 6–4, 7–6(7–5)

### Мікст
- Мартіна Хінгіс /  Леандер Паес перемогли пару  Крістіна Младенович /  Деніел Нестор, 6–4, 6–3

### Юніори

#### Хлопці. Одиночний розряд
- Роман Сафіуллін переміг  Хон Сунчан, 7–5, 7–6(7–2)

#### Дівчата. Одиночний розряд
- Тереза Мігалікова перемогла  Кейті Свон, 6–1, 6–4

#### Хлопці. Парний розряд
- Джейк Делані /  Марк Полманс перемогли пару  Губерт Гуркач /  Алекс Молчан, 0–6, 6–2, [10–8]

#### Дівчата. Парний розряд
- Міріам Колодзєйова /  Маркета Вондроушова перемогли пару  Катаріна Гобгарскі /  Грет Міннен, 7–5, 6–4